# Dalanzadgad

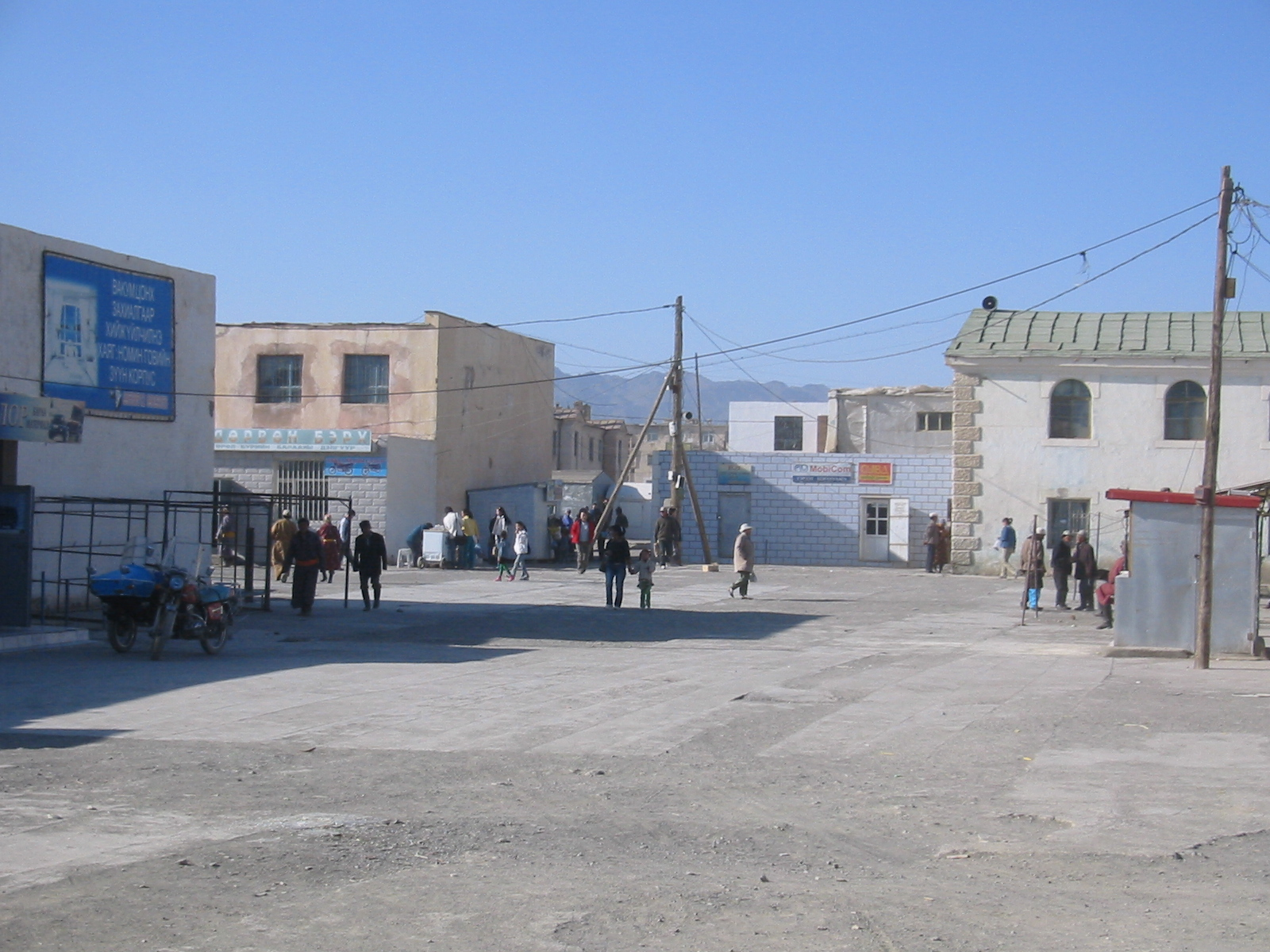

Dalanzadgad (en mongol Даланзадгад) est la capitale de l'aimag d'Ömnögovi, situé dans le sud de la Mongolie. La ville est à 540 kilomètres au sud de la capitale mongole, Oulan-Bator. Dalanzadgad se situe à une altitude de 1 590 mètres.
Selon les données de juillet 2005, la ville compte 17 000 habitants.

## Transports
Dalanzadgad possède un aéroport (code ZMDZ/DLZ), desservi par des vols intérieurs depuis Oulan-Bator, et sert été comme hiver. Les principaux vols sont assurés par la compagnie MIAT (Mongolian Airlines), mais d'autres compagnies sont également présentes.